# Praia do Porto Dinheiro
A Praia de Porto Dinheiro é uma praia e localidade da freguesia de Ribamar, no Município da Lourinhã. 
É conhecida pela riqueza de restos fósseis do período Jurássico Superior. Algumas espécies foram nomeadas em sua homenagem, como o dinossauro Dinheirosaurus lourinhanensis e o multituberculado Portopinheirodon asymmetricus.

## Descrição
Situada junto a uma doca de pesca, é prejudicada pela povoação à vista. A localidade está pejada de restaurantes especializados em peixe e de residenciais.
Esta praia tem várias características e serviços próprios, como por exemplo, WC, bar, nadador salvador e a água costuma estar a uma temperatura média de 17ºC.